# Miami (U-Boot)
Die USS Miami (SSN-755) ist ein Atom-U-Boot der United States Navy und gehört der Los-Angeles-Klasse an. Sie ist benannt nach der Stadt Miami in Florida.

## Geschichte
Der Auftrag über SSN-755 wurde 1983 vergeben. Im Oktober 1986 wurde bei Electric Boat der Kiel der Miami gelegt, nach knapp über zwei Jahren Bauzeit lief das U-Boot vom Stapel. Nach abgeschlossener Endausrüstung an der Pier und erfolgreich verlaufenen Erprobungsfahrten folgte im Juni 1990 die offizielle Indienststellung bei der US Navy.
1998 feuerte die Miami Marschflugkörper vom Typ BGM-109 Tomahawk auf Ziele im Irak und dem Kosovo ab. Dies geschah im Rahmen der Operation Desert Fox bzw. der Operation Allied Force. Im Sommer 2006 wurde bei EB eine Überholung durchgeführt, die Kosten von 29,3 Millionen US-Dollar nach sich zog. 2007 folgte ein Einsatz in der Expeditionary Strike Group um die Kearsarge. Die nächste Verlegung folgte 2009. 2011 fuhr die Miami in europäischen Gewässern und legte unter anderem im norwegischen Stützpunkt Haakonsvern an.
Am 15. März 2012 dockte die Miami für eine 20-monatige Überholung in der Portsmouth Naval Shipyard ein. Am 23. Mai 2012 legte ein Werftarbeiter während der Werftliegezeit im vorderen Teil des U-Bootes ein Feuer. Der Brandstifter wurde zu 17 Jahren Haft verurteilt. Zum Zeitpunkt des Brandes waren keine Waffen an Bord und der Atomreaktor war nicht in Betrieb. Bei den Löscharbeiten wurden fünf Feuerwehrleute und zwei Besatzungsmitglieder verletzt. Beschädigt wurden vor allem der Kontroll-, Kampfsystem- und Torpedoraum im Bug des U-Bootes. Aufgrund der bevorstehenden Sparmaßnahmen gab die US Navy am 7. August 2013 bekannt, die geplanten Reparaturmaßnahmen zu verwerfen und das U-Boot verschrotten zu lassen.